# Runjani
Runjani (en serbe cyrillique : Руњани) est une localité de Serbie située sur le territoire de la Ville de Loznica, district de Mačva. Au recensement de 2011, elle comptait 2 434 habitants.
Runjani est officiellement classé parmi les villages de Serbie.

## Démographie

### Évolution historique de la population
| 1948  | 1953  | 1961  | 1971  | 1981  | 1991  | 2002  | 2011  |
| ----- | ----- | ----- | ----- | ----- | ----- | ----- | ----- |
| 1 583 | 1 707 | 1 811 | 1 850 | 2 131 | 2 447 | 2 525 | 2 434 |

|  |